# Горња Жрвница
Горња Жрвница је насељено место у општини Цетинград, на Кордуну, Карловачка жупанија, Република Хрватска.

## Географија
Горња Жрвница се налази око 6,5 км северозападно од Цетинграда.

## Историја
Горња Жрвница се од распада Југославије до августа 1995. године налазила у Републици Српској Крајини. До 1991. била је у саставу насељеног места Гојковац, а од 2001. је самостално насеље. До територијалне реорганизације у Хрватској налазила се у саставу бивше велике општине Слуњ.

## Становништво
Према попису становништва из 2011. године, насеље Горња Жрвница је имало 2 становника.

### Број становника по пописима
| Националност   | 2001. | 1991. | 1981. | 1971. | 1961. | 1953. | 1948. | 1931. | 1921. | 1910. | 1900. | 1890. | 1880. | 1869. | 1857. |
| бр. становника | 2     | %     | %     | 119   | 166   | 174   | 203   | 369   | 318   | 341   | 328   | 326   | %     | %     | %     |

- напомене:

У 2001. настало издвајањем из насеља Гојковац. Као део насеља исказивано од 1948. Од 1880. до 1931. Горња Жрвница и Доња Жрвница исказивани под именом Жрвница за коју су подаци у 1880. садржани у насељу Батнога. Од 1890. до 1931. садржи податке за насеље Доња Жрвница. У 1981. и 1991. подаци садржани у насељу Гојковац.

### Национални састав
| Националност       | 2001. |
| Хрвати             | %     |
| Срби               | %     |
| Југословени        | %     |
| остали и непознато | %     |
| Укупно             | 2     |

- за остале пописе видети под: Гојковац.